# Penken-Express
De Penken Express is een stoeltjeslift, gebouwd door Doppelmayr voor de Mayrhofner Bergbahnen, waar 6 personen per stoel tegelijk in vervoerd kunnen worden. De Penken Express geldt als tweede verbinding, na de oudere en tevens langzamere Penken-lift, om vanaf het bergstation van de Mayrhofner Penkenbahn boven op de berg de Penken te komen. Een ritje in de lift naar boven duurt 3,5 minuten doordat de kabel 5 meter per seconde snel gaat. De lift verplaatst daarmee in de winter 3000 personen per uur.
Bestaande kabelbanen:
150er Tux
· 4er Fernerhaus
· 8er Sommerberg
· 8SB Ahorn
· Ahornbahn
· DSB Ebenwald
· Eggalm-Nord
· Eggalmbahn
· Finkenberger Almbahn
· Finkenberger Almbahn II
· 6SB Gerent
· GletscherBus I
· GletscherBus II
· GletscherBus III
· 4SB Sunliner
· Horbergbahn
· 8SB Horbergjoch
· Katzenmoosbahn
· 6SB Knorren
· Kombibahn Penken
· Lämmerbichl
· Lärchwald Express
· 6SB Lattenalm
· 4SB Nordhang
· Penken-Express
· Penkenbahn
· Rastkogelbahn
· 6SB Schneekar
· 8SB Tappenalm
· 6SB Unterbergalm
· 6SB Wanglspitz

Verwijderde of vervangen liften:
3SB Penken